# Метелица, Валерий Андреевич
Вале́рий Андре́евич Мете́лица (10 сентября 1941, Золотоноша, Полтавская область, УССР — 24 декабря 2015, Барнаул, Алтайский край, Российская Федерация) — советский и российский тренер по самбо, заслуженный тренер СССР и Российской Федерации.

## Биография
Мастер спорта СССР по самбо.  С 1946 г. проживал в Алтайском крае. В 1964 г. окончил Алтайский политехнический институт (инженер-механик), в 1974 г. — Омскую школу тренеров (тренер по борьбе).
После института четыре года работал инженером технологом на Алтайском моторном заводе, после чего создал при нем спортшколу самбо «Спарта» (1968), которую возглавлял в течение 19 лет. В 1988—1989 гг. был начальником хоккейной команды класса А «Мотор», директором барнаульского «Центра развития самбо» (1994—2002).
Член президиума Федерации самбо РСФСР (1971—1983). Председатель судейской коллегии Всероссийской федерации самбо (1974—1982). Член исполкома Всесоюзной федерации самбо (1975—1982). Президент Федерации самбо Азиатской части России (1993—2005). Главный тренер по самбо Сибирского федерального округа (2001—2005). Вице-президент, первый вице-президент, генеральный секретарь Международной федерации самбо стран Азии (1991—2005).
Судья Всероссийской, Всесоюзной и Международной категории экстра-класса по самбо. 
Был известен в родном городе тем, что на трубе у моста у Нового рынка в 2005 году сделал скульптуру лебедя Андрюшу. Свое имя птица получила  в честь погибших отца и брата Валерия Андреевича. Ко Дню города он и его помощники присоединили к причудливо изогнутой трубе на мосту через железнодорожное полотно приделать крылья, хвост и голову лебедя. В дальнейшем фигура птицы неоднократно подвергалась поджогам со стороны вандалов, однако знаменитый тренер каждый раз ее восстанавливал. В 2009 году у Андрюши появилась пара, перед Днем города там встала лебедь Елена. А еще через три года к 75-летию края была объявлена акция «Лебединая верность», и на трубе «расселась» целая стая разных лебедей, сделанных горожанами.

## Награды и звания
Заслуженный тренер СССР по самбо. Заслуженный работник физической культуры и спорта Республики Алтай. Почетный гражданин города Барнаула. 